# Zsíros István
Zsíros István (Újvidék, 1873. június 29. – Kassa, 1917) k. u. k. katonatiszt, színműíró.

## Élete
Délvidéki szülővárosában apja magánzó és háztulajdonos volt. Gimnáziumi tanulmányait Budapesten, az V. kerületi királyi állami főgimnáziumban (Markó utca 29-31.) végezte 1884–1890 között, azután a bécsi cs. és kir. tüzérhadapród iskolába került, amely után 1895-ben hadnagy lett. 1900-ban főhadnaggyá, 1910-ben századossá léptették elő, majd Kassán a tartalékos tüzértiszti iskola parancsnoka lett. Már az 1900-as évek első évtizedében elkezdett színdarabokat írni. Az első világháborúban hősi halált halt. Utolsó rendfokozata tüzérezredes.

## Bemutatott színdarabjai
Fátum című háromfelvonásos színművét először a Nemzeti Színházban 1907. május 30-án, majd az összes magyar színpadon előadták. Délibáb című háromfelvonásos társadalmi színművét 1911-ben Szalkai Lajos színtársulata vidéken (Székesfehérvár) bemutatta, de további előadásait maga a szerző tiltotta le. Grál lovag című háromfelvonásos társadalmi színművét a Nemzeti Színház bíráló bizottságához nyújtotta be, de végül is a Pesti Magyar Színház mutatta be, 1916. december 2-án.